# Pico Harper
El Pico Harper (en inglés: Harper Peak) es un pico que llega a unos 785 m s. n. m. y se ubica al este del pico Fortuna y de la bahía de la Fortuna en la costa norte de Georgia del Sur, en el océano Atlántico Sur, cuya soberanía está en disputa entre el Reino Unido el cual las administra como «Territorio Británico de Ultramar de las islas Georgias del Sur y Sandwich del Sur», y la República Argentina que las integra al Departamento Islas del Atlántico Sur, dentro de la Provincia de Tierra del Fuego, Antártida e Islas del Atlántico Sur. El nombre parece ser utilizado por primera vez en una carta del Almirantazgo Británico en 1931.